# Bombylius candidifrons
Bombylius candidifrons är en tvåvingeart som beskrevs av Austen 1937. Bombylius candidifrons ingår i släktet Bombylius och familjen svävflugor. Inga underarter finns listade i Catalogue of Life.